# Júlia (neta d'August)
Júlia fou filla de Júlia i neta d'August. Es va casar amb Luci Emili Paul·le amb el que va tenir a Marc Emili Lèpid, i a Emília, la primera dona de l'emperador Claudi. Va ser també la germana de Luci Escriboni Libó, el sogre de Sext Pompeu.
Segons Suetoni, Júlia va heretar el tarannà de la seva mare, i en va seguir les passes amb una infidelitat conjugal. Va tenir una relació adúltera amb Dècim Silà i August la va desterrar a la petita illa de Tremerus a la costa de la Pulla (any 9) on va viure prop de 20 anys depenent de la generositat de l'emperadriu Lívia Drusil·la. Un fill nascut ja a l'exili fou declarat espuri per August i exposat.
Júlia va morir l'any 28 i fou enterrada a l'illa, ja que August també havia prohibit enterrar les seves restes al seu mausoleu com havia fet amb la seva mare.